# Hamilcara
Hamilcara is een geslacht van vlinders uit de familie van de Houtboorders (Cossidae). De wetenschappelijke naam en de beschrijving van dit geslacht werden voor het eerst in 1910 gepubliceerd door William Barnes en James Halliday McDunnough.
Dit geslacht is monotypisch, dat wil zeggen dat het maar één soort heeft namelijk Hamilcara atra Barnes & McDunnough, 1910 uit het westen van de Verenigde Staten en Midden-Amerika.